# Chiesa di Santa Maria extra moenia
La chiesa di Santa Maria extra moenia è il principale edificio religioso di Antrodoco e monumento nazionale italiano.

## Storia
Le origini della chiesa affondano le sue radici in età romana quando, lungo la via Salaria, fu probabilmente edificato un tempio dedicato a Diana (V secolo).
L'edificio venne poi ricostruito in età normanna, tra il IX e il X secolo, quindi rinnovato ed ampliato a partire dal XI secolo; nel 1051 venne consacrato dal vescovo di Rieti Gerardo. La chiesa è inoltre menzionata in una bolla pontificia di papa Anastasio IV del 1154.
Fu restaurata nell'Ottocento e nuovamente rimaneggiata nel XX secolo, quando vi fu applicato il portale romanico della chiesa di San Nicola d'Anza dell'Aquila.

## Descrizione
Santa Maria extra moenia è situata appena fuori dal centro storico di Antrodoco, lungo la via Salaria; la specifica extra moenia («fuori le mura») sta ad indicare proprio la posizione esterna al centro abitato.
La chiesa forma un unico complesso monumentale con l'adiacente battistero di San Giovanni, secondo uno schema architettonico certamente non locale ma d'influenza toscana, dovuto presumibilmente ai continui scambi economici-culturali che avvenivano lungo la via degli Abruzzi. La facciata è a capanna in pietra grezza, con portale e finestra circolare in asse. Il pregevole portale romanico non è autoctono ma venne traslato qui dalla chiesa di San Nicola d'Anza dell'Aquila: presenta un architrave riccamente decorato con foglie es animali stilizzati.
Da rimarcare anche la possente torre campanaria a pianta quadrata in stile romanico lombardo; questo presenta inoltre l'alternanza di elementi lapidei di colore bianco e rosso, caratteristica presente su alcune chiese dell'Aquila come la basilica di Santa Maria di Collemaggio. Sulla torre si alternano monofore, bifore e trifore, elementi derivanti dai numerosi restauri sull'edificio.
L'interno si presenta suddiviso in tre navate con la centrale terminante in un'abside semicircolare con volta affrescata dal Redentore benediciente. Sulle pareti vi è inoltre Lo Sposalizio di Santa Caterina d'Alessandria, databile alla prima metà del XV secolo, oltre ad affreschi raffiguranti la Crocifissione (XIV secolo) e numerosi santi tra cui Santa Caterina da Siena e San Giovanni Battista.